# Линарес, Хосе Мария
Хосе Мария Линарес Лисарасу (исп. José María Linares Lizarazu; 1808—1861) — боливийский государственный и политический деятель, президент страны в 1857—1861 годах.
Смолоду Линарес интересовался политикой, занимая многочисленные административные должности в различных правительствах. В 1839 году новый президент, Хосе Мигель де Веласко Франко назначил его на пост министра внутренних и иностранных дел. После этого он был назначен министром по делам Испании, на этом посту Линарес проводил переговоры с испанским правительством об условиях подписания соглашения о признании независимости Боливии. Будучи председателем Сената, 1848 года, при временном отсутствии Веласко, с целью принятия важных законодательных актов возглавлял исполнительную власть. Вскоре после этого он стал лидером так называемой партии Partido Generador, которая выступала за демократию, гражданский контроль и за возвращение боливийских солдат в казармы. Это привело к недоверию к нему со стороны последующих правительств, несколько лет Линарес пришлось прожить в изгнании. Тем не менее, он стал признанным общественным лидером, популярность которого росла.
В 1857 году Линарес пришёл к власти в результате военного переворота, который имел целью привести к власти гражданских (новость для страны). Действительно, по большому счёту, его можно считать первым гражданским президентом Боливии. После отстранения от власти Хорхе Кордовы, Линарес легитимизировал свою власть через проведение конституционных выборов. Первоначально его администрация была одной из самых энергичных и честных. Линарес провёл много реформ, отчаянно боролся со злоупотреблениями во власти. На этом пути, конечно, у него появилось много врагов, которые организовывали против него заговоры. Многочисленные восстания постоянно выносились на повестку дня.
Не имея возможности остаться во власти иным путём, в 1858 году Линарес совершил невероятное: он провозгласил себя пожизненным диктатором, опираясь на оружие, с парадоксальной целью — избежать переворотов в будущем. Это противоречило его первичным идеалам и быстро сделало его крайне непопулярным. В 1861 году он был свергнут в результате государственного переворота, который возглавил министр обороны его правительства Хосе Мария Ача. После этого Линарес был сослан в Чили, где он умер в том же году.